# Élection gouvernorale de 2018 dans le kraï de Khabarovsk
L'élection gouvernorale du kraï de Khabarovsk de 2018 a eu lieu en septembre 2018. Le premier tour a eu lieu le 9 septembre, jour de vote unique, et comme aucun des candidats n'a obtenu la majorité absolue, un second tour a eu lieu.
Le second tour s'est tenu le 23 septembre entre les deux candidats arrivés en tête, le candidat libéral-démocrate Sergueï Fourgal et le gouverneur sortant Viatcheslav Chport, nommé par Russie Unie. Tous deux ont obtenu 35 % des suffrages au premier tour. Au second tour, Sergueï Fourgal a été élu gouverneur du kraï de Khabarovsk avec 69,57 % des voix.

## Contexte
Viatcheslav Chport (Russie unie) est devenu gouverneur par intérim du kraï de Khabarovsk le 30 avril 2009 après que le gouverneur Viktor Ichaïev a été nommé envoyé présidentiel dans le district fédéral d'Extrême-Orient par le président Dmitri Medvedev. Chport était auparavant vice-président du gouvernement du kraï de Khabarovsk : ministre de l'Industrie, des Transports et des Communications (depuis 2009) et membre de la Douma d'État (2000-2007). Le 6 mai 2009, Viatcheslav Chport a été confirmé comme gouverneur par la Douma législative du kraï de Khabarovsk pour un mandat de quatre ans[réf. souhaitée]. En décembre 2010, la Douma législative a prolongé le mandat du gouverneur à 5 ans.
Le premier mandat du gouverneur Chport a expiré le 30 avril 2013, mais il a été reconduit par le président Vladimir Poutine en tant que gouverneur par intérim jusqu'aux élections de gouverneur de septembre. Viatcheslav Chport a remporté les élections de 2013 avec 63,92 % des voix, le membre de la Douma d'État Sergueï Fourgal (LDPR) est arrivé deuxième avec 19,14 %.

## Procédure de nomination et d'inscription

### Droit de présenter des candidats
Dans le kraï de Khabarovsk, les candidats sont désignés uniquement par des partis politiques ayant le droit de participer aux élections conformément aux lois fédérales. Cependant, les candidats ne doivent pas nécessairement être membres d’un parti. La candidature sans étiquette n'est pas possible.
Un citoyen de la fédération de Russie ayant atteint l'âge de 30 ans peut être élu gouverneur du kraï de Khabarovsk.

### Filtre municipal
Un candidat postulant au poste de gouverneur du kraï de Khabarovsk doit recueillir en sa faveur au moins 8 % des signatures des députés et chefs de municipalités. Il y avait 2 379 personnes députés et chefs de municipalités dans la région en juillet 2018. Ainsi, il a fallu recueillir au moins 191 signatures et pas plus de 200. Parallèlement, au moins 28 d'entre elles doivent être au niveau des raïons (il y en a 17 dans la région) et des okrougs urbains (il y en a deux d'entre eux : Khabarovsk et Komsomolsk-sur-l'Amour). De plus, les signatures doivent être soumises par au moins des personnes de 15 raïons et okrougs urbains.

### Candidats
Cinq partis ont présenté des candidats à l'élection du gouverneur du kraÏ de Khabarovsk.
Lors de son inscription, chaque candidat doit présenter une liste de trois personnes, dont l'une, si le candidat est élu gouverneur, deviendra sénateur au Conseil de la Fédération du gouvernement régional. La nouvelle procédure de formation du Conseil de la Fédération est entrée en vigueur en décembre 2012.
| Candidat            | Emploi (au moment de la candidature)                                                       | L'envoi                                     | Statut  |
| ------------------- | ------------------------------------------------------------------------------------------ | ------------------------------------------- | ------- |
| Igor Gloukhov       | Directeur général de la SARL Express Print Distribution Agency                             | Russie juste                                | inscrit |
| Andreï Petrov       | gérant d'Alfatorg SARL                                                                     | Parti écologiste russe « Les Verts »        | inscrit |
| Anastasia Salamakha | Auto-entrepreneuse                                                                         | Parti communiste de la fédération de Russie | inscrit |
| Sergueï Fourgal     | Député, premier vice-président du Comité de la Douma d'État pour la protection de la santé | LDPR                                        | inscrit |
| Viatcheslavl Chport | Gouverneur du territoire de Khabarovsk                                                     | Russie unie                                 | inscrit |

## Sondage
| Sondeur | Date                | Indécis | Chport | Fourgal | Gloukhov | Salamakha | Petrov |
| ------- | ------------------- | ------- | ------ | ------- | -------- | --------- | ------ |
| Sondeur | Date                | Indécis |        |         |          |           |        |
|         | 9 – 14 juillet 2018 | 45%     | 34%    | 15 %    | 3%       | 3%        | 0,2%   |

## Résultats

### Résultats généraux
| Candidats              | Candidats              | Partis                 | 1er tour | 1er tour | 2d tour | 2d tour |
| Candidats              | Candidats              | Partis                 | Voix     | %        | Voix    | %       |
| ---------------------- | ---------------------- | ---------------------- | -------- | -------- | ------- | ------- |
|                        | Sergueï Fourgal        | LDPR                   | 126 693  | 35,81    | 325 566 | 69,57   |
|                        | Viatcheslavl Chport    | ER                     | 126 018  | 35.62    | 130 873 | 27,97   |
|                        | Anastia Salamakha      | KPRF                   | 55 695   | 15.74    |         |         |
|                        | Igor Gloukhov          | SRZP                   | 19 426   | 5.49     |         |         |
|                        | Andreï Petrov          | Les Verts              | 13 487   | 3,81     |         |         |
|                        | Aucun d'entre eux      | Aucun d'entre eux      | 12 429   | 3.51     | 11 530  | 2,46    |
| Votes valides          | Votes valides          | Votes valides          | 341 319  | 96.49    | 456 439 | 97.54   |
| Votes nuls             | Votes nuls             | Votes nuls             | 12 429   | 3.51     | 11 530  | 2,46    |
| Total                  | Total                  | Total                  | 354 084  | 100      | 468 374 | 100     |
| Inscrits/Participation | Inscrits/Participation | Inscrits/Participation | 981 032  | 36,09    | 986 341 | 47,49   |

### Résultats du second tour par raïon (ou équivalent)
| Zone                           | Sergueï Fourgal | Sergueï Fourgal | Viatcheslavl Chport | Viatcheslavl Chport | Invalides | Invalides |
| Zone                           | Votes           | %               | Votes               | %                   | Nbre      | %         |
| ------------------------------ | --------------- | --------------- | ------------------- | ------------------- | --------- | --------- |
| Raïon d'Amoursk                | 13 194          | 67,02           | 5 977               | 30,36               | 517       | 2,63      |
| Raïon d'Aïan-et-Maïa           | 615             | 59,94           | 388                 | 37,82               | 23        | 2,24      |
| Raïon de Bikine                | 4516            | 62,97           | 2482                | 34,61               | 174       | 2,43      |
| Raïon de Vanino                | 8 634           | 75,09           | 2 547               | 22,15               | 317       | 2,76      |
| Raïon de la Haute-Boureïa      | 5 773           | 70,38           | 2 252               | 27,45               | 178       | 2,17      |
| Raïon de Viazemski             | 5 966           | 73,29           | 2 008               | 24,67               | 166       | 2,04      |
| Raïon de Lazo                  | 11 817          | 66,83           | 5 474               | 30,96               | 391       | 2,26      |
| Raïon de Polina Ossipenko      | 1 414           | 78,42           | 355                 | 19,69               | 34        | 1,89      |
| Raïon de Komsomolsk            | 5 580           | 43,20           | 6 611               | 51,18               | 727       | 5,63      |
| Raïon Nanaï                    | 4 460           | 68,05           | 1 946               | 29,69               | 148       | 2,26      |
| Raïon de Nikolaïevsk           | 6 915           | 65,50           | 3 321               | 31,45               | 322       | 3,05      |
| Raïon d'Okhotsk                | 1 738           | 62,74           | 952                 | 34,37               | 80        | 2,89      |
| Raïon de Sovetskaïa Gavan      | 9 759           | 79,45           | 2 267               | 18,46               | 257       | 2,09      |
| Raïon de Solnetchny            | 7 222           | 74,12           | 2 229               | 22,88               | 293       | 3,01      |
| Raïon de Tougour-et-Tchoumikan | 323             | 31,39           | 688                 | 66,86               | 18        | 1,75      |
| Raïon Oultche                  | 4 861           | 76,35           | 1 386               | 21,77               | 120       | 1,88      |
| Raïon de Khabarovsk            | 20 018          | 68,65           | 8 350               | 28,64               | 791       | 2,71      |
| Komsomolsk-sur-l'Amour         | 60 907          | 68,80           | 24 831              | 28,05               | 2 796     | 3,15      |
| Khabarovsk                     | 151 854         | 72,77           | 56 809              | 27,22               | 4 178     | 2,00      |
| Total                          | 325 566         | 69,57           | 130 873             | 27,97               | 11 530    | 2,46      |

## Analyse des résultats et conséquences
À la suprise générale, Sergueï Fourgal, membre de la Douma d'État, a battu le gouverneur sortant Viatcheslavl Chport au premier tour de scrutin avec une faible marge de 0,19 %. Chport et le chef de Khakassie Viktor Zimine ont été les premiers gouverneurs en exercice à perdre le premier tour depuis la réintroduction des élections de gouverneur en 2012. La défaite de Chport est due à l'impopularité croissante du parti au pouvoir Russie Unie en raison de la réforme des retraites. Le gouvernement régional en place était également très impopulaire en raison de la mauvaise gestion et de la détérioration de la situation financière.
Après le premier tour, Viatcheslavl Chport a tenté de consolider son soutien en invitant  Sergueï Fourgal à rejoindre son administration en tant que premier vice-gouverneur. Fourgal a accepté l'offre mais a refusé de se retirer de la course. L'ancien maire de Khabarovsk Alexandre Sokolov a également reçu une invitation à rejoindre le gouvernement du kraï de Khabarovsk. Le gouverneur Chport a tenté de résoudre rapidement les problèmes, par exemple en limogeant le maire de Komsomolsk-sur-l'Amour, Andreï Klimov, pour son travail inefficace.
Cependant, Viatcheslavl Chport a tout de même perdu le second tour face à  Sergueï Fourgal par plus de 40 %. Chport n'a remporté que 2 municipalités au second tour contre 13 au premier tour.
Après les élections, le gouverneur nouvellement élu Sergueï Fourgal a nommé Ielena Grechnyakova, membre de la Douma législative du kraï de Khabarovsk comme membre du Conseil de la Fédération.